# Angewandte Psychologie
Angewandte Psychologie ist eine Zusammenfassung aller Teildisziplinen der Psychologie, welche die Anwendung psychologischer Erkenntnisse für die Praxis zum Gegenstand haben. Sie geht auf William Stern zurück und ist Ausdruck des Bemühens, Alltagsphänomene wissenschaftlich auf der Basis der Psychologie zu beschreiben und zu erklären. Die wissenschaftliche Psychologie verstand sich anfangs als experimentelle Grundlagenpsychologie (der erste Name der Fachgesellschaft war „Gesellschaft für Experimentelle Psychologie“, siehe Deutsche Gesellschaft für Psychologie). Mit der Orientierung auf eine Anwendung psychologischer Erkenntnisse sollte dazu bewusst ein Gegenpol geschaffen werden.
Heute haben sich die verschiedenen Anwendungsgebiete als Teilgebiete der Psychologie so weit spezialisiert und emanzipiert, dass eine einheitliche Disziplin „Angewandte Psychologie“ nicht mehr sinnvoll anzunehmen ist (ein „Angewandter Psychologe“ könnte nicht mehr alle Anwendungsgebiete beherrschen). Innerhalb der Anwendungsgebiete gibt es heute grundlagen- und anwendungsorientierte Forschung gleichermaßen.
Auch die entsprechenden Lehrstühle, die vor allem an kleineren Universitäten zur Abdeckung des Gesamtgebietes Psychologie in der Lehre früher anzutreffen waren, weichen zunehmend spezialisierten Lehrstühlen.

## Anwendungsgebiete der Psychologie
Die Deutsche Gesellschaft für Psychologie spricht von „Anwendungsgebieten“, die sich als Spezialisierungsrichtungen aus der „Angewandten Psychologie“ entwickelt haben:
- Klinische Psychologie
  - Neuropsychologie
  - Medizinische Psychologie
- Wirtschaftspsychologie
  - Folgende vier allein oder in verschiedenen Kombinationen gebräuchlich, z. B. A&B&O oder A&O oder A&I, auch hinsichtlich der Definitionen und Wechselbeziehungen nicht immer einheitlich gebraucht und sich teilweise überschneidend:
  - Arbeitspsychologie inkl. Ingenieurpsychologie
  - Organisationspsychologie im ökonomischen Kontext (Betriebspsychologie)
  - Finanzpsychologie
  - Führungspsychologie
  - Marktpsychologie inkl. Handelspsychologie, Konsumpsychologie, Verkaufspsychologie und Werbepsychologie
- Pädagogische Psychologie
- Friedenspsychologie
- Gemeindepsychologie
- Gerontopsychologie
- Gesundheitspsychologie
- Medienpsychologie
- Militärpsychologie
- Musikpsychologie
- Politische Psychologie
- Rechtspsychologie
  - Kriminalpsychologie
  - Forensische Psychologie
- Religionspsychologie
- Schulpsychologie
- Sozialpsychologie
- Sportpsychologie
- Umweltpsychologie
- Verkehrspsychologie